# اتحادیه بین‌المللی ریاضیات

نمایی از شرکت‌کنندگان در اتحادیهٔ جهانی ریاضیات. دانشگاه زوریخ، سپتامبر ۱۹۳۲

اتحادیه جهانی ریاضیات سازمان غیردولتی و بین‌المللی‌ای است که برای توسعه و ترویج دانش ریاضی فعالیت می‌کند. اعضای آن، سازمان‌ها و انجمن‌های ریاضی کشوری در بیش از ۸۰ کشور جهان هستند.